# المنطقة الشمالية العسكرية (السعودية)
قيادة المنطقة الشمالية العسكرية واحدة من مناطق القوات المسلحة السعودية، وضعتها وزارة الدفاع والطيران والمفتشية العامة (وزارة الدفاع حاليا) في عام 1386 هـ / 1966 خطة وتصوراً لمشروع مدينة الملك خالد العسكرية، وتم إعداد الدراسات الفنية من قبل المديرية العامة للأشغال العسكرية لمعرفة وفرة المياه وصلاحية التربة وغيرها. وكانت أول بئر ارتوازية حفرت في المنطقة في عام 1396 هـ / 1976 إيذاناً ببدء المشروع. وقد شهد عام 1396 هـ وضع حجر الأساس بيد الملك الراحل خالد بن عبد العزيز آل سعود. وتم العمل في إنشاء المرافق المساندة والخدمات العامة في عام 1399 هـ / 1978 بينما بدأ العمل في تنفيذ مرفق المدينة والمستشفى في عام 1401 هـ / 1980 وفي مطلع عام 1405 هـ / 1984 بدأ انتقال أول وحدة من القوات المسلحة إلى المدينة العسكرية بمحافظة حفر الباطن.